# Czeski Związek Wojskowy
Czeski Związek Wojskowy (czes. Český svaz válečníků, ČSV) – czeska kolaboracyjna organizacja paramilitarna w Protektoracie Czech i Moraw podczas II wojny światowej.
Związek powstał w 1941 r. z inicjatywy płk żandarmerii Oto Bláhy (wkrótce awansowanego do stopnia generała). Posiadał on kontakty z Gestapo i innymi niemieckimi służbami bezpieczeństwa. Już 4 kwietnia 1941 r. zgłosił protektorowi chęć udziału swojej organizacji w walce o nową Europę. Członkowie Związku rekrutowali się głównie z byłych żołnierzy Korpusu Czechosłowackiego, walczącego w latach 1918–1920 na Syberii z bolszewikami. Organizacja liczyła ponad 7,7 tys. członków. W rzeczywistości nie przejawiali oni ochoty walki wraz z Niemcami na froncie wschodnim. Wielu z nich miało poglądy demokratyczne i antyniemieckie. W 1943 r. do ČSB przyłączył się były gen. dyw. Robert Rychtrmoc, który opowiadał się za utworzeniem czeskiej armii w ramach niemieckich sił zbrojnych. Jednym z głównych ideologów ČSB był mjr Gustav Mohapl. Związek współpracował z Narodowym Zjednoczeniem.
Po wojnie O. Bláha i R. Rychtrmoc zostali aresztowani i skazani w 1946 r. na karę śmierci za kolaborację z Niemcami, a G. Mohapl na 25 lata więzienia.